# Multatuli

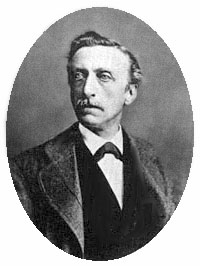
Porträt von Eduard Douwes Dekker

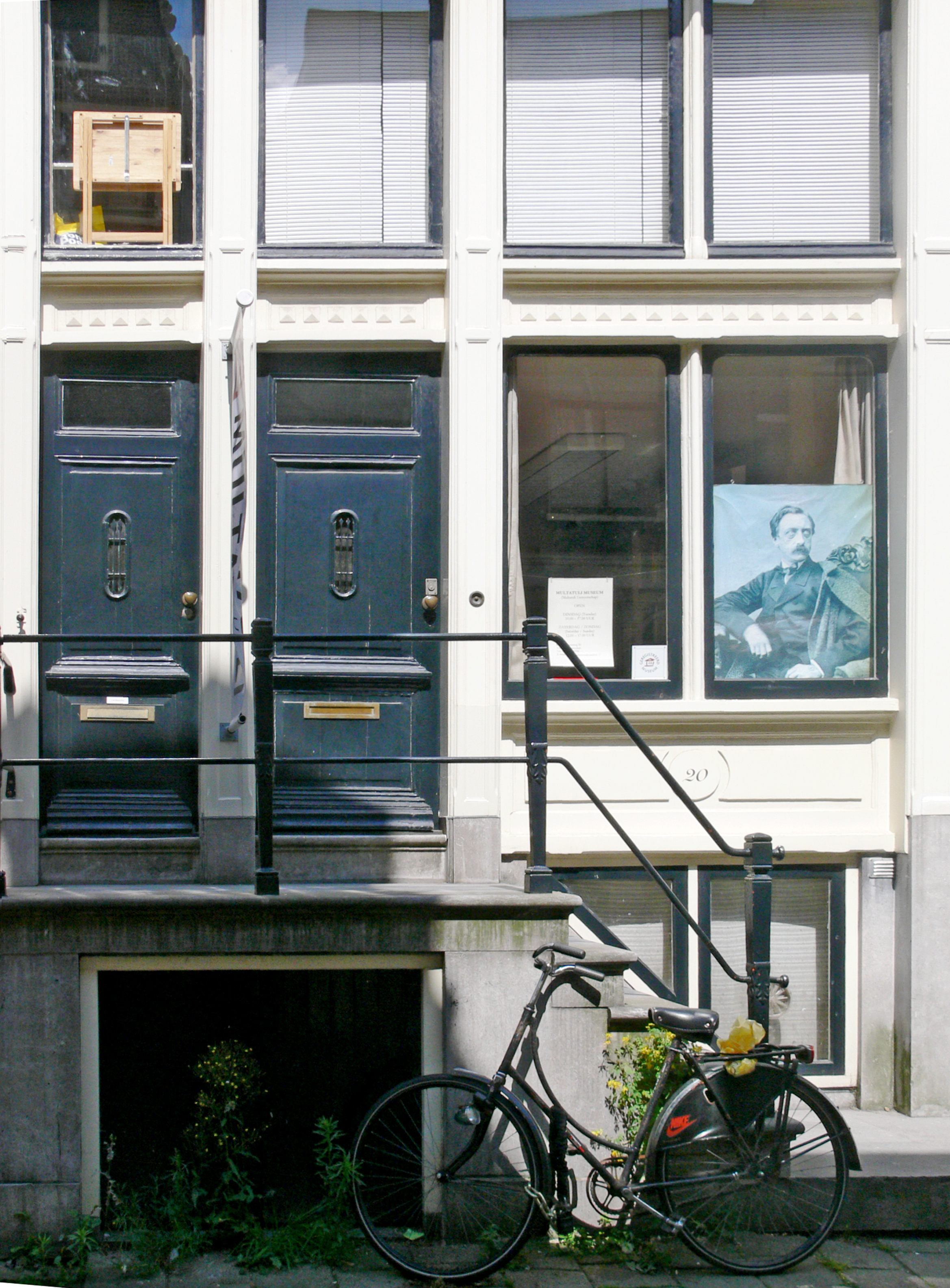
Multatuli-Museum im Geburtshaus des Dichters in Amsterdam, Korsjespoortsteeg 20

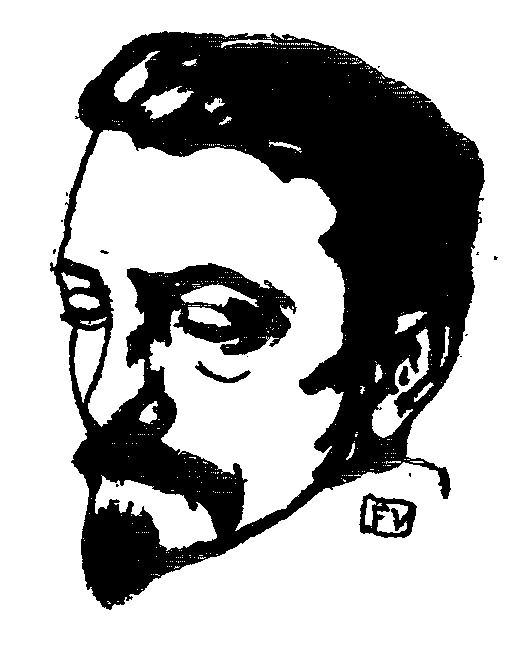
Porträt Multatulis von Félix Vallotton, in: La Revue blanche, 1896

Eduard Douwes Dekker (* 2. März 1820 in Amsterdam; † 19. Februar 1887 in Ingelheim am Rhein) war ein niederländischer Schriftsteller. Bekannt wurde er unter dem Pseudonym Multatuli (lat. in Deutsch etwa: „ich habe vieles ertragen/mitgenommen“). In den Niederlanden zählt sein Werk von der Schule an zum unabdingbaren Bildungs- und Literaturkanon. Das gegen die kolonialen Verbrechen in Niederländisch-Indien (heute Indonesien) gerichtete Buch Max Havelaar wurde von der Gesellschaft für niederländische Literaturwissenschaft im Jahr 2002 zum wichtigsten in niederländischer Sprache geschriebenen Werk erklärt.
Um das Jahr 1900 herum waren Multatulis Bücher auch in Deutschland sehr verbreitet, mittlerweile ist er dort jedoch weitgehend vergessen.

## Leben
Eduard Douwes Dekker wurde 1820 als Sohn eines Kapitäns in Amsterdam geboren. Nach dem erfolglosen Besuch einer Lateinschule absolvierte er eine Textilhändlerlehre und fuhr dann mit seinem Vater zur See. Als 18-Jähriger war er mit seinem Vater nach Java in die Kolonie Niederländisch-Indien gekommen und fand dort bei der Kolonialverwaltung eine Anstellung. Er heiratete 1846 die verarmte holländische Baronesse Everdina Huberta van Wijnbergen (Tine), mit der er zwei Kinder hatte, Sohn Edu (* 1854) und Tochter Nonni (* 1857), und führte gemeinsam mit ihr ein Leben zwischen Europa und Südostasien. Ab 1866 sah ihn seine Familie nicht mehr. Tine starb am 13. September 1874 in Venedig.
Während seiner Zeit auf Java begann er Zeitungsartikel und Pamphlete gegen die Skandale in der niederländischen Kolonialverwaltung und den Missbrauch des Kolonialsystems zu schreiben, die wenig Beachtung fanden. Erst mit seiner satirischen Novelle Max Havelaar oder die Kaffeeversteigerungen der Niederländischen Handelsgesellschaft, die er unter dem Pseudonym Multatuli 1860 publizierte, hatte er Erfolg. Das Buch wurde weit über die Niederlande hinaus bekannt. Zu den Lesern zählten Sigmund Freud, Hermann Hesse, Thomas und Heinrich Mann. Seine Karriere als Kolonialbeamter (er wurde 1856 zum Assistent-Residenten von Lebak auf Java ernannt) endete, als er korrupte Machenschaften anprangerte, in die der Regent Karta Nata Negara verstrickt war. Die auf dessen Antrag hin erfolgte Entlassung aus dem Arbeitsverhältnis bewog Dekker zur Rückkehr nach Europa.
Sein Leben in Europa war von einer Reihe von Frauengeschichten geprägt. Zu dem Kreis von Frauen, die ihn umgaben, zählten unter anderem seine Nichte, eine aus einem Bordell freigekaufte Französin, eine rebellische Pfarrerstochter und die niederländische Schriftstellerin Marie Anderson. Die Schauspielerin Mina Kruseman sorgte 1875 für den Erfolg seines Theaterstückes „Fürstenschule“.
Die letzten zwanzig Jahre seines Lebens verbrachte er fast ausschließlich in Deutschland. Von 1870 bis 1879 lebte er in Wiesbaden. Hier schrieb er rund zwei Fünftel der noch zu seinen Lebzeiten veröffentlichten Werke, darunter die Millionenstudien, in denen er seine Erlebnisse in der Spielbank verarbeitete und eine vermeintlich sichere Gewinnmethode für das Roulette beschreibt.
Unter dem Pseudonym Multatuli veröffentlichte er Bücher, die sich kritisch mit der Kolonialpolitik, aber auch – zum Teil sehr sarkastisch in Form von Parabeln – mit Autorität, Religion und Kirche auseinandersetzten. Er veröffentlichte unter diesem Pseudonym, da er infolge seiner sehr kritischen Schilderungen der Verhältnisse in den niederländischen Kolonien Repressalien fürchtete. Sein bekanntestes Werk ist der 1860 in Brüssel erschienene Roman Max Havelaar oder Die Kaffeeversteigerungen der Niederländischen Handelsgesellschaft.
1881 erwarb er eine Villa an der Chaussee von Mainz nach Ingelheim, die er mit seiner zweiten, zwanzig Jahre jüngeren Ehefrau Maria „Mimi“ Hamminck-Schepel (1839–1930), die er 1862 kennengelernt hatte, und seinem Adoptivsohn Wouter (Eduard (Wouter) Bernhold; 1876–1945) bezog. Er litt unter Asthma und lebte dort die letzten Jahre seines Lebens zurückgezogen. Dekker war einer der ersten Niederländer, die sich einäschern ließen, was nur im seinerzeit einzigen deutschen Krematorium Gotha möglich war.

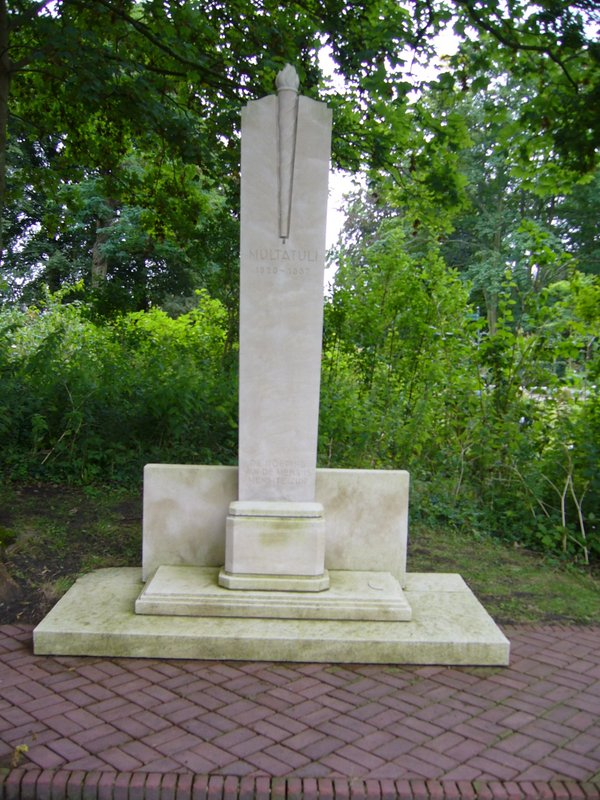
Grabdenkmal von Multatuli auf dem Friedhof Westerveld.